# Gulmjölkig storskål
Gulmjölkig storskål (Peziza succosa) är en svampart som beskrevs av Berk. 1841. Gulmjölkig storskål ingår i släktet Peziza och familjen Pezizaceae.  Arten är reproducerande i Sverige. Inga underarter finns listade i Catalogue of Life.